# Quentin Meillassoux
Quentin Meillassoux, sinh năm 1967, là một nhà triết học người Pháp. Ông dạy ở Đại học Paris 1 Panthéon-Sorbonne, và là con trai của nhà nhân chủng học Claude Meillassoux.

## Tiểu sử
Meillassoux là học trò cũ của Bernard Bourgeois và Alain Badiou. Badiou là người đã viết lời tựa cho quyển sách đầu tiên của Meillassoux "Sau tính hữu hạn: Luận về tính tất yếu của sự ngẫu nhiên" (Après la finitude. Essai sur la nécessité de la contingence), mô tả tác phẩm này như là một giới thiệu một quan niệm hoàn toàn mới vào triết học hiện đại, quan niệm phân biệt với ba phiên bản của Kant về phê phán (criticism), hoài nghi (skepticism) và giáo điều (dogmatism). Quyển sách này đã được dịch sang tiếng Anh bởi nhà triết học Ray Brassier. Meillassoux thường được gắn với trào lưu duy thực tư biện (speculative realism).
Ở tác phẩm này, Meillassoux tranh luận rằng triết học hậu Kant chịu sự thống trị bởi cái mà ông gọi là "thuyết đối ứng" (correlationism), lý thuyết thường được khẳng định một cách không chính thức rằng con người không thể hiện hữu mà không có thế giới, hoặc không có thế giới thì không có con người. Theo quan niệm của Meillassoux, đây là một thủ đoạn bất lương cho phép triết học né tránh vấn đề về việc làm thế nào để mô tả thế giới như nó thực sự có trước mọi sự truy cập của con người. Ông đặt tên cho thực tại tiền con người này là địa hạt "cổ sơ." Trong việc giữ vững những mối quan tâm với toán học như ở người thầy của ông, Alain Badiou, Meillassoux tuyên bố rằng toán học là cái nắm bắt được những tính chất sơ cấp của các sự vật như đối lập lại với những tính chất thứ cấp của chúng như thể được thể hiện ra ở trong tri giác.

## Tác phẩm chính
- Sau tính hữu hạn: Luận về tính tất yếu của sự ngẫu nhiên (After Finitude: An Essay On The Necessity Of Contingency), Ray Brassier dịch, (Continuum, 2008)
- Tiềm lực tính và hư ảo tính (Potentiality and Virtuality), trong Collapse, vol. II: Speculative Realism.
- Loại trừ và Rút gọn: Deleuze, sự nội tại và Vật chất và ký ức (Subtraction and Contraction: Deleuze, Immanence and Matter and Memory), trong Collapse, vol. III: Unknown Deleuze.